# (1362) Griqua
(1362) Griqua ist ein Asteroid des Hauptgürtels, der am 31. Juli 1935 vom südafrikanischen Astronomen Cyril V. Jackson in Johannesburg entdeckt wurde.
Die Umlaufbahn des Asteroiden um die Sonne befindet sich in einer 2:1-Resonanz mit der Umlaufbahn von Jupiter. Diese Resonanzzone wird Hecuba-Lücke genannt. Es befinden sich dort nur wenige Asteroiden. Es wird angenommen, dass die Umlaufbahn von (1362) Griqua für nur circa 100 bis 500 Millionen Jahre stabil ist. Als erstentdeckter und vermutlich größter Asteroid mit diesen Eigenschaften ist er Namensgeber der Griqua-Familie, zu denen Asteroiden wie zum Beispiel (3688) Navajo, (4177) Kohman, (11665) Dirichlet und (13963) Euphrates gehören.
(1362) Griqua wurde nach dem Stamm der Griqua im südafrikanischen Griqualand benannt.